# Never Love a Stranger
Never Love a Stranger is een Amerikaanse zwart-witfilm uit 1958 onder regie van Robert Stevens. De film is gebaseerd op het gelijknamig boek van Harold Robbins

## Verhaal
Frankie Kane werd opgevoed in een katholiek weeshuis. Hij geraakt bevriend met een Joods student in de rechten Martin Cabell en geraakt verliefd op diens zuster Julie. Wanneer hij verneemt dat hij ook van Joodse afkomst is, loopt hij weg van het Joods tehuis waar hij heen moest en komt in de criminaliteit terecht. Jaren later ontmoet hij opnieuw Julie en Martin, die inmiddels officier van justitie is geworden. Hij besluit hem te helpen met het oprollen van de misdaadorganisatie waarvan hij lid is.

## Rolverdeling
| Acteur                          | Personage                         |
| ------------------------------- | --------------------------------- |
| John Drew Barrymore             | Frankie Kane                      |
| Lita Milan                      | Julie, meid van de familie Cabell |
| Steve McQueen                   | Martin Cabell                     |
| Robert Bray                     | "Silk" Fennelli                   |
| Salem Ludwig                    | Moishe Moscowitz                  |
| R.G. Armstrong                  | Flix                              |
| Douglas Rodgers Broeder Bernard |                                   |
| Felice Orlandi                  | Bert                              |
| Augusta Merighi                 | Mrs. Cozzolina                    |
| Abe Simon                       | "Fats" Crown                      |
| Vitina Marcus                   | Frances Kane                      |